# Annika Nilsson
Annika Birgitta Elisabeth Nilsson, född 22 mars 1971 i Bergsjöns församling i Göteborg, är en svensk politiker (socialdemokrat), som var riksdagsledamot 1994–2006. Hon var förbundssekreterare för Arbetarnas bildningsförbund 2008–2015.
Nilsson började sin politiska karriär i SSU. Hon var tidigare suppleant i Nordiska rådets svenska delegation åren 1998–2002, arbetsmarknadsutskottet (1995–1998) och bostadsutskottet (1998–2002). Mellan 1994 och 1995 var hon suppleant i kulturutskottet och blev senare ordinarie ledamot av samma utskott mellan 1995 och 2002. Mellan 2002 och den 30 september 2005 var hon vice ordförande i utskottet.
Under sin studietid vid Lunds universitet var hon 1993 vice kårordförande för Lunds Studentkår.